# Bella i Sebastian (serial animowany 2017)
Bella i Sebastian – francusko-kanadyjski serial animowany dla dzieci. Serial jest adaptacją powieści Cécile Aubry o tym samym tytule. 

## Treść
Treścią serialu są przygody małego Sebastiana i jego wielkiego psa o imieniu Bella. Oboje wraz z dziadkiem i jego córką mieszkają w górskiej chacie, w wysokich Alpach. Sebastian jest sierotą i jako niemowlę został znaleziony w górach i przygarnięty przez dziadka. Bella natomiast, także porzucona, zostaje przygarnięta przez chłopca.

## Oryginalny dubbing
- Angielski:
  - Angela Galuppo
  - Terrence Scammell
  - Arthur Holden
  - Brittany Drisdelle
  - Sonja Ball
  - Vlasta Vrána
  - Jessica Kardos
- Francuski 
  - Pascale Montreuil
  - Tristan Harvey
  - Kim Jalabert
  - Ludivine Dubé-Reding
  - Hugolin Chevrette-Landesque
  - Benoit Briére